# لويس هورست
لويس هورست (بالإنجليزية: Louis Horst)‏ هو عازف بيانو وملحن أمريكي، ولد في 12 يناير 1884 في كانساس سيتي في الولايات المتحدة، وتوفي في 23 يناير 1964 في نيويورك في الولايات المتحدة.

## وصلات خارجية
- لويس هورست على موقع IMDb (الإنجليزية)
- لويس هورست على موقع الموسوعة البريطانية (الإنجليزية)
- لويس هورست على موقع ميوزك برينز (الإنجليزية)
- لويس هورست على موقع قاعدة بيانات برودواي على الإنترنت (الإنجليزية)